# Plota (Prókhorovka)
|  | Per a altres significats, vegeu «Plota». |

Plota - Плота (rus) - és un poble de l'óblast de Bélgorod, a Rússia. El 2010 tenia 438 habitants. Pertany al districte (raion) de Prókhorovka.